# Syntomus brevipennis
Syntomus brevipennis es una especie de escarabajo de la familia Carabidae.

## Distribución geográfica
Es endémica de Tenerife, en las islas Canarias (España).